# 上川隆也
上川 隆也（かみかわ たかや、1965年〈昭和40年〉5月7日 - ）は、日本の俳優、声優。既婚。
東京都八王子市出身。ゼロライトイヤーズ所属。

## 略歴・人物
東京都立八王子北高等学校卒業。中央大学二部経済学部在学時にアルバイトで学校廻りの劇団に所属し、日本各地の小中学校で演劇活動を行い、演技の魅力に取り付かれる。「無名塾」のオーディションを受けるも不合格。
1989年、演劇集団キャラメルボックスに入団。
1990年、演劇集団キャラメルボックスの舞台『ディアーフレンズ ジェントルハーツ』にて初主演。以後、看板俳優の一人として出演。
1995年、NHKドラマ『大地の子』の主人公・陸一心役に抜擢。その演技は、放送中から大きな注目を集め、第4回橋田賞新人賞を受賞。共演した無名塾主宰の仲代達矢は、無名塾が上川を採用しなかったことを猛省した。
1997年、映画『東京夜曲』で第21回日本アカデミー賞 新人俳優賞を受賞。
1998年、『青の時代』で「第18回ザテレビジョンドラマアカデミー賞」助演男優賞を受賞。また、「日刊スポーツ・ドラマグランプリ」では第2回から4年連続、および第7回に助演男優賞を受賞。同年公開の映画『梟の城 owl's castle』では第23回日本アカデミー賞 優秀助演男優賞を受賞。
2006年、NHK大河ドラマ『功名が辻』に山内一豊役で主演。
2007年、ガイナックスのテレビアニメ『天元突破グレンラガン』で声優に初挑戦。物語最大の敵であるアンチ=スパイラル役で出演。
2009年7月11日、演劇集団キャラメルボックスを退団。同年12月4日、19歳年下の元舞台女優（当時25歳）と結婚した。
2010年、3月に行われた舞台『ヘンリー六世』にて第18回読売演劇大賞優秀男優賞を受賞。また、同年4月17日には14年間所属した株式会社ミーアンドハーコーポレーションとの契約を終了。ゼロライトイヤーズへ移籍。
2013年1月10日から『ぐるぐるナインティナイン』のコーナー「グルメチキンレース・ゴチになります!14」で初のバラエティ番組のレギュラーメンバーとなり、2014年12月25日まで出演した。2011年12月22日・2015年10月8日・2016年9月8日にゲスト出演し、2018年3月22日には大杉漣の枠として、助っ人として参加した。

## エピソード
- 『大地の子』の原作者である山崎豊子は当初、本木雅弘を主演に希望していたが、スタッフはスケジュール上の事情などから有名俳優では困難と考え、偶然情報誌（ぴあ）で見かけた当時無名の上川に着目した。山崎は後に「上川でよかった」とエッセイ『大地の子と私』で述懐している。また、脚本・演出総指揮を務めた岡崎栄によると、もともとは竹野内豊が主演に内定していたが、岡崎がキャラメルボックス主宰の成井豊と直談判して上川のスケジュールを空けてもらい、長期間の中国ロケが実現した[14]。
- キャラメルボックス時代から、「ツッコミ星人」と呼ばれている。唐沢寿明やGLAYのTAKUROなど、親交のある人物にも「上川がいると安心してボケられる」と評されている。
- キャラメルボックス入団以前に「客席へこっそりとラジカセを持ち込み、舞台の音声を録音したことがある」と同劇団員の坂口理恵に暴露されたことがある[15][信頼性要検証]。
- アニメが好きで、高校時代にはアニメーター志望でアニメサークルに所属し、自主アニメを制作していた[16]が、周りが天才だらけだったため、断念した。『かぐや姫の物語』や『ヱヴァンゲリヲン新劇場版』などを担当している美術監督の串田達也はその中の1人であり、30年来の付き合いがある同級生である[17]。
- 『天元突破グレンラガン』のアンチ=スパイラル役への起用は脚本家の中島かずきの推薦によるもの[18]。上川は同作品のファンで、キャスティングされる前から一視聴者として楽しく見ていたという。
- 『白い巨塔』で共演した及川光博曰く、「どんなゲームの、どんな場面でも、必ず攻略方法を知っている」。
- カーマニアで、憧れの車はマクラーレン・F1[19]。シボレー・MW。
- 毎食後2分程度、電動歯ブラシで歯磨きを行っている[20]。
- 上川の母は、父と結婚するまで松任谷由実の実家である荒井呉服店に勤務していた。松任谷は「上川君が俳優デビュー後に初めて会う機会があって、挨拶に来てくれた際に“母が大変お世話になりました”とその時にその話をしてくれた」とインターネットラジオ『ウィークエンドスペシャル 松任谷由実はじめました』で語っている。当時の荒井呉服店は多くの従業員が勤務しており、松任谷は幼かったために上川の母のことは覚えていなかったが、松任谷の母や番頭など古くからの従業員は覚えていたという。
- 『ゴチになります!』ではレギュラーメンバーからいじられることが多かった。いきりキャラとされ、いきり川さんと呼ばれることもしばしばあった。
- 2018年8月25日、『メレンゲの気持ち』にて、お笑いコンビダイアンと海原やすよ ともこにハマっていると発言していた。ダイアンと「ゴイゴイスー!」のコラボを披露した。
- モヤさまファンであることを公言しており、2度出演している[21]。

## 出演
太字は主演

### テレビドラマ

#### NHK
- 大地の子（1995年、総合） - 陸一心（松本勝男） 役[22]
- 連続テレビ小説 ひまわり 第29回 - 第162回（最終回）[注 1]（1996年、総合） - 星野雄治 役[24]
- 大河ドラマ（総合）
  - 毛利元就（1997年） - 毛利隆元 役
  - 功名が辻（2006年） - 山内一豊 役（※仲間由紀恵とダブル主演）[25]
  - 龍馬伝（2010年 ） - 中岡慎太郎 役
  - 平清盛（2012年） - 平盛国 役
- 少年たちシリーズ（1998年12月、総合） - 広川一 役
  - 少年たち（1998年12月）
  - 少年たち2（2001年）
  - 少年たち3（2002年）
- 金曜時代劇「逃亡」（2002年、総合） - 源次 役
- 最後の忠臣蔵（2004年、総合） - 寺坂吉右衛門 役
- 海峡（2007年12月、総合） - 野中武敏 役
- NHKスペシャル未解決事件 file.01「グリコ・森永事件」（2011年7月29日 - 30日、総合） - 加藤譲記者 役
- ミステリードラマ「怪奇大作戦 ミステリー・ファイル」（2013年10月 - 11月、BSP） - 牧史郎 役
- 一億円のさようなら（2020年9月 - 11月、BSP・BS4K） - 加能鉄平 役

#### 日本テレビ系
- コマクノキモチ（1992年）
- 誰かが扉を叩いてる（1997年） - 小森虎蔵 役
- シンデレラは眠らない（2000年） - 剛義則 役
- 赤鼻のセンセイ（2009年7月 - 9月） - 桜山真 役
- イケ麺そば屋探偵〜いいんだぜ!〜（2009年） - 桜山真 役
- 桜からの手紙 〜AKB48 それぞれの卒業物語〜（2011年2月26日 - 3月6日） - 前田幸次 役
- 私立バカレア高校（2012年4月15日 - 7月1日） - 源春樹 役[26]
- 花咲舞が黙ってない - 相馬健 役
  - 第1シリーズ（2014年4月 - 6月）[27]
  - 第2シリーズ（2015年7月 - 9月）[28]
  - 第3シリーズ（2024年4月 - 6月） - 花咲健 役[29]
- エンジェル・ハート（2015年10月 - 12月） - 冴羽獠 役
- ガードセンター24　広域警備指令室（2016年9月16日） - 野々村省吾 役
- 愛を乞うひと（2017年1月11日） - 陳文英 役
- 銭形警部（2017年2月10日） - 小津勇一 役
- さよならの向う側（2022年9月 - 10月） - 案内人・谷口健司 役

#### テレビ朝日系
- 雨と夢のあとに（2005年） - 高柴史郎 役
- 松本清張・最終章 わるいやつら（2007年、朝日放送） - 戸谷信一 役
- 柳生一族の陰謀（2008年） - 柳生十兵衛 役
- 崖っぷちのエリー〜この世でいちばん大事な「カネ」の話 第8話（2010年8月27日、朝日放送） - 桐野達彦 役
- 土曜ワイド劇場「作家六波羅一輝の推理シリーズ」 - 六波羅一輝 役
  - ミステリー作家・六波羅一輝の推理 白骨の語り部（2010年12月4日）
  - ミステリー作家・六波羅一輝の推理 陰陽師の殺人（2012年4月20日）
  - ミステリー作家・六波羅一輝の推理 ニライカナイの語り部（2013年9月14日）
- スペシャリスト - 佐神稚洋 役
  - 土曜ワイド劇場 第2作（2014年3月8日）
  - 土曜ワイド劇場 第3作（2015年2月28日）
  - 土曜ワイド劇場 第4作（2015年12月12日）
  - 連続ドラマ（2016年1月 - 3月）
- 遺留捜査シリーズ - 糸村聡 役
  - 第1シリーズ（2011年4月 - 6月）
  - 第2シリーズ（2012年7月 - 9月）
  - 第3シリーズ（2013年4月 - 6月）
  - スペシャル （2013年11月10日）
  - スペシャル2（2014年8月9日）
  - スペシャル3（2014年10月19日）
  - スペシャル4（2015年5月17日）
  - 第4シリーズ（2017年7月 - 9月）
  - 第5シリーズ（2018年7月 - 9月）
  - スペシャル5（2018年11月11日）
  - スペシャル6（2019年2月24日）
  - スペシャル7（2019年10月3日）
  - スペシャル8（2019年11月24日）
  - スペシャル9（2019年12月1日）
  - スペシャル10（2020年8月9日）
  - 第6シリーズ（2021年1月 - 3月）
  - 第7シリーズ（2022年7月 - 9月）[30]
  - スペシャル11（2023年9月21日）[31]
- ドラマスペシャル「火車」（2011年11月5日） - 本間俊介 役[32]
- 特捜最前線2013（2013年9月29日） - 椚谷評介 役
- ドラマスペシャル 佐方貞人シリーズ - 佐方貞人 役
  - ドラマスペシャル「最後の証人」（2015年1月24日）
  - ドラマスペシャル「検事の死命」（2016年1月17日）[33]
  - ドラマスペシャル「検事の本懐」（2016年12月3日）[34]
  - ドラマスペシャル「検事・佐方～裁きを望む～」（2019年12月26日）
  - ドラマスペシャル「検事・佐方～恨みを刻む～」（2020年9月6日）[35]
- やすらぎの郷 第126話（2017年） - 作業服姿の男 役
- BG～身辺警護人～（2018年1月 - 3月） - 村田五郎 役[36]
- 松本清張ドラマスペシャル 第一夜「顔」（2024年1月3日） - 進藤薫 役[37]
- Believe-君にかける橋-（2024年4月25日 - 6月20日） - 林一夫 役[38]
- 東京タワー 第2話（2024年4月27日） - 本多高志 役[39]
- 花のれん（2025年） - 伊藤友衛 役[40]

#### TBS系
- 涙のアンパンマンマーチ（1997年） - 原島貞行 役
- 竜馬がゆく（1997年） - 坂本龍馬 役
- 青の時代（1998年） - 榛名圭一 役
- 新 同棲時代〜柴門ふみスペシャル（1998年） - 永澤祐介 役
- P.S. 元気です、俊平（1999年） - 市村洗太郎 役
- 君が教えてくれたこと（2000年） - 狭山慎一 役
- 陰の季節シリーズ - 二渡真治 役
  - 陰の季節（2000年）
  - 陰の季節 2 動機（2001年）
  - 陰の季節 3 密告（2001年）
  - 陰の季節 4 失踪（2002年）
  - 陰の季節 5 事故（2003年）
  - 陰の季節 6 刑事（2003年）
  - 陰の季節 7 清算（2004年）
- 日曜劇場「白い影 -Love and Life in the White-」（2001年） - 小橋俊之 役
- ママの遺伝子（2002年） - 藤木渡 役
- 恋を何年休んでますか スペシャル（2002年） - 桜庭直人 役
- 月曜ミステリー劇場「長く孤独な誘拐」（2004年） - 森脇耕一 役
- 猟奇的な彼女（2008年） - 夏目圭輔 役
- MR.BRAIN 第7話・最終話（2009年7月） - 北里陽平 役
- 古代少女ドグちゃん（2009年10月、毎日放送） - 杉原謙三 役
- SPEC〜警視庁公安部公安第五課 未詳事件特別対策係事件簿〜 第1話（2010年10月8日） - 脇智宏 役
- カルテット（2011年1月、毎日放送） - クチナワ 役
- 荒川アンダー ザ ブリッジ（2011年7月、毎日放送） - 市ノ宮積 役
- ステップファザー・ステップ（2012年1月 - 3月） - 俺（泥棒） 役
- スペシャルドラマ「ブラックボード〜時代と戦った教師たち〜」 第3夜（2012年4月7日） - 黒木匡 役
- 女はそれを許さない（2014年10月 - 12月） - 忠守藤次郎 役
- テレビ未来遺産 ORANGE 〜1.17 命懸けで闘った消防士の魂の物語〜（2015年1月19日） - 小日向雄治 役
- スクープ 遊軍記者・布施京一（2015年6月15日） - 布施京一 役月
- 月曜ゴールデン特別企画 松本清張サスペンス・影の地帯（2015年7月6日） - 久野正一 役
- 日曜劇場「ノーサイド・ゲーム」（2019年7月 - 9月） - 滝川桂一郎 役
- 日曜劇場「ラストマン-全盲の捜査官-」（2023年4月 - 6月） - 護道京吾 役[41]

#### テレビ東京系
- 新春ワイド時代劇「宮本武蔵」（2001年） - 宮本武蔵 役
- 金田一耕助ファイル・迷路荘の惨劇（2002年） - 金田一耕助 役
- 金田一耕助ファイル・獄門島（2003年） - 金田一耕助 役
- 新春ワイド時代劇「忠臣蔵〜決断の時」（2003年） - 浅野内匠頭 役
- エド・マクベイン 殺意（2005年） - 久留島隼人 役
- エド・マクベイン 顔のない女（2007年） - 久留島隼人 役
- テミスの剣（2017年9月27日） - 渡瀬 役
- 執事 西園寺の名推理（2018年4月 - 6月） - 西園寺一 役[42]
- 執事 西園寺の名推理2（2019年4月 - 6月） - 西園寺一 役[43]
- 新春ドラマスペシャル「ホリデイ〜江戸の休日〜」（2023年1月6日） - 柳生十兵衛 役[44]
- バンカケ〜警視庁自動車警ら隊（2023年3月27日） - 階堂昇 役[45]
- 能面検事（2025年7月11日 - ） - 不破俊太郎 役[46]

#### フジテレビ系
- 月の輝く夜だから（1997年） - 池田拓郎 役
- 町（1997年）
- お水の花道シリーズ - 石崎脩一 役
  - 水曜22時枠 お水の花道 女30歳ガケップチ（1999年1月 - 3月）[47]
  - 火曜21時枠 新・お水の花道（2001年4月 - 6月）
- 抱きしめたい! 世紀末スペシャル（1999年10月） - 稲垣渉 役
- 白い巨塔（2003年） - 関口仁 役
- 明智光秀〜神に愛されなかった男〜（2007年） - 織田信長 役
- 花ざかりの君たちへ〜イケメン♂パラダイス〜（2007年7月 - 9月） - 梅田北斗 役
- スワンの馬鹿! 〜こづかい3万円の恋〜（2007年10月 - 12月、関西テレビ） - 諏訪野大輔 役
- 花ざかりの君たちへ〜イケメン♂パラダイス〜スペシャル（2008年） - 梅田北斗 役
- 積木くずし 最終章（2012年11月23日 - 24日） - 佐竹省三 役
- 終戦記念スペシャルドラマ 命ある限り戦え、そして生き抜くんだ（2014年8月15日） - 中川州男 役
- 櫻子さんの足下には死体が埋まっている（2017年4月 - 6月） - 磯崎齋 役
- 土曜ワイド 赤バッヂ（2019年3月2日） - 月元公平 役[48][49]
- 問題物件（2025年1月15日 - 3月26日） - 犬頭光太郎 役[50][51]

#### WOWOW
- ドラマW
  - 祖国（2005年） - 小野寺一郎 役
  - 震度0（2007年） - 冬木優一 役
  - ルパンの消息（2008年） - 溝呂木義人 役
  - マークスの山（2010年） - 合田雄一郎 役
  - パンドラIII 革命前夜（2011年10月） - 神林洋介 役
  - マグマ（2012年7月） - 梶原英作 役（友情出演）
  - レディ・ジョーカー（2013年3月 - 4月） - 合田雄一郎 役
  - 沈まぬ太陽（2016年5月 - 9月） - 恩地元 役[52]
  - アキラとあきら　第8話・最終話（2017年8月27日・9月3日） - 沢渡裕行 役（友情出演）
  - 真犯人（2018年9月 - 10月） - 重藤成一郎 役
  - 夜がどれほど暗くても（2020年11月 - 12月） - 志賀倫成 役
  - 正体 （2022年3月 - 4月） - 渡辺淳二 役[53]

- BBC EARTH 2011 ヒューマンプラネット（2011年7月23日） ※以降同番組のナレーター

### 配信ドラマ
- サヨナラの恋（2010年10月1日 - 12月17日、BeeTV） - 森山清次 役

### 映画
- 東京夜曲（1997年） - 朝倉定二 役
- ガメラ3 邪神覚醒（1999年） - 航空総隊・コントローラーA 役
- 梟の城 owl's castle（1998年） - 風間五平 役
- スパイ・ゾルゲ（2003年） - 特高"T" 役
- ローレライ（2005年） - 作家 役
- ALWAYS 続・三丁目の夕日（2007年） - 山本信夫 役
- 隠し砦の三悪人 THE LAST PRINCESS（2008年） - 宿場襲撃隊隊長 役
- パコと魔法の絵本（2008年） - 浅野（タニシ）役
- 私は貝になりたい（2008年） - 小宮教誨師 役
- 沈まぬ太陽（2009年） - 東京地検の検事 役
- 映画 怪物くん（2011年） - ヴィシャール / 岩石男 役
- 荒川アンダー ザ ブリッジ THE MOVIE（2012年） - 市ノ宮積 役
- 二流小説家 シリアリスト（2013年） - 赤羽一兵 役
- 犬に名前をつける日（2015年） - 前田勇祐 役[54]
- 映画ラストマン -FIRST LOVE-（2025年公開予定） - 護道京吾 役[55]

### 舞台

#### 演劇集団キャラメルボックス
- ナツヤスミ語辞典（1989年, 1991年 作・演出：成井豊） - モモヤマ 役（1989年）、ウラシマ 役（1991年）
- サンタクロースが歌ってくれた（1989年・1992年・1997年・2010年11月〈客演〉、作・演出：成井豊） - 平井太郎（江戸川乱歩）役、上川隆也 役
- 広くてすてきな宇宙じゃないか（1990年・1992年） -　カシオ 役
- ディアーフレンズ ジェントルハーツ（1990年） - 水原 役
- 不思議なクリスマスのつくりかた（1990年 作・演出：成井豊） - ライナス 役
- カレッジ・オブ・ザ・ウインド（1992年、作・演出：成井豊） - 菊川 役
- また逢おうと竜馬は言った（1992年・1995年、作・演出：成井豊） - オカモト 役（1992年）、坂本竜馬 役（1995年）
- 四月になれば彼女は（1993年、作・演出：成井豊 / 真柴あずき） - 耕平 役
- グッドナイト将軍（1993年、作・演出：成井豊） - 杉山刑事/光盛 役
- 嵐になるまで待って（1993年、作：成井豊、演出：高橋いさを） - 北村幸吉 役
- キャンドルは燃えているか（1993年、作・演出：成井豊） - 竜野 役
- ALONE AGAIN（1994年、作・演出：成井豊 / 真柴あずき） - 将太 役
- シンデレラ迷宮（1994 5月 原作: 氷室冴子  构成脚本：成井豊） - ロット・コッド 役
- スケッチブック・ボイジャー（1995年、作・演出：成井豊） - 館長 役
- ヒトミ（1995年、成井豊 / 真柴あずき） - 小沢 役
- 風を継ぐ者（1996年、作・演出：成井豊 / 真柴あずき） ※東京公演 - 土方歳三 役
- さよならノーチラス号（1998年、作・演出：成井豊） - 根本勇也 役
- TRUTH（1999年・2005年、作・演出：成井豊 / 真柴あずき） - 長谷川鏡吾 役
- ミスター・ムーンライト（2001年、作・演出：成井豊） - 鹿島 役
- 銀河旋律（2002年、作・演出：成井豊） - サルマル 役（日替わりキャスト）
- 太陽まであと一歩（2003年、作・演出：成井豊） - 智 役
- きみがいた時間 ぼくのいく時間（2008年、原作：梶尾真治、脚本・演出：成井豊） - 秋沢里志 役

#### 客演
- ラヴ・レターズ 7th Season 205・206回（1996年12月21日・12月22日、パルコ劇場、朗読：上川隆也・鈴木保奈美）[56]
- ウーマン・イン・ブラック（1999年・2003年・2008年、パルコプロデュース、作：スーザン・ヒル、演出：ロビン・ハーフォード） - 二人芝居
- 天保十二年のシェイクスピア（2002年、劇団☆新感線プロデュース、作：井上ひさし、演出：いのうえひでのり） - 佐渡の三世次 役
- SHIROH（2004年、帝国劇場、梅田芸術劇場劇団☆新感線プロデュース、作：中島かずき、演出：いのうえひでのり） - 益田四郎時貞 役
- 燃えよ剣（2004年、明治座・5月公演、原作：司馬遼太郎、脚本：鈴木聡、演出：ラサール石井） - 土方歳三 役
- イット・ランズ・イン・ザ・ファミリー -パパと呼ばないで-（2004年7月、パルコ / Me&Herプロデュース、作：レイ・クーニー、翻訳：小田島雄志・小田島恒志、演出：山田和也） - デーヴィッド・モーティマー 役
- 表裏源内蛙合戦（2008年、Bunkamuraシアターコクーン・大阪シアターBRAVA、作：井上ひさし、演出：蜷川幸雄） - 平賀源内「表の源内」 役
- その男（2009年、東京芸術劇場中ホール・新歌舞伎座　原作：池波正太郎、脚本：鈴木聡、演出：ラサール石井） - 杉虎之助 役[57]
- 蛮幽鬼（2009年、新橋演舞場・梅田芸術劇場、劇団☆新感線、作：中島かずき、演出：いのうえひでのり） - 伊達土門 / 飛頭蛮 役
- ヘンリー六世（2010年、彩の国さいたま芸術劇場、演出：蜷川幸雄） - ヘンリー六世 役
- 隠蔽捜査＆果断 隠蔽捜査2（2011年、THEATRE1010・新神戸オリエンタル劇場・京都南座・名鉄ホール、原作：今野敏、脚本：笹部博司、演出：高橋いさお） - 竜崎伸也 役
- 陽だまりの樹（2012年4月13日 - 23日、サンシャイン劇場・2012年5月4日 - 20日、大阪・新歌舞伎座・2012年5月24日 - 27日、名古屋・中日劇場、原作：手塚治虫） - 手塚良庵 役
- 真田十勇士（2013年8月 - 10月、赤坂ACTシアター・中日劇場・梅田芸術劇場メインホール、作：中島かずき、演出：宮田慶子） - 真田幸村 役
- 渇いた太陽（2013年11月 - 12月、作：テネシー・ウィリアムズ、演出：深作健太） - チャンス・ウェイン 役
- 9days Queen 〜九日間の女王〜（2014年2月26日 - 3月16日、赤坂ACTシアター、演出：白井晃、脚本：青木豪） - ロジャー・アスカム 役
- 真田十勇士（2015年1月 - 2月、赤坂ACTシアター、名古屋・中日劇場、大阪・梅田芸術劇場メインホール、福岡・キャナルシティ劇場） - 真田幸村 役
- プレミア音楽朗読劇 VOICARION「Mr.Prisoner」（2016年9月3日 - 5日 製作：東宝、原作・脚本・演出：藤沢文翁、音楽監督：小杉紗代　会場：日比谷シアタークリエ）- チャールズ・ディケンズ 役、クライヴ・ヘイスティングス卿 役
- シェイクスピア物語 〜真実の愛〜（2016年12月23日 - 25日・2017年1月7日 - 9日、KAAT神奈川芸術劇場 / 1月21・22日、梅田芸術劇場メインホール / 1月28日、中日劇場） - ウィリアム・シェイクスピア 役
- 魔界転生（2018年10月6日 - 28日、博多座 / 11月3日 - 27日、明治座 / 12月9日 - 14日、梅田芸術劇場メインホール、原作：山田風太郎、脚本：マキノノゾミ、演出：堤幸彦） - 柳生十兵衛 役[58]
- プレミア音楽朗読劇 VOICARION IV「Mr.Prisoner」（2019年3月3日 - 10日、日比谷シアタークリエ / 3月16日 - 17日、サンケイホールブリーゼ、製作：東宝、原作・脚本・演出：藤沢文翁、音楽監督：小杉紗代）- チャールズ・ディケンズ 役、クライヴ・ヘイスティングス卿 役
- NODA・MAP第23回公演『Q：A Night At The Kabuki』（2019年10月8日 - 10月15日、11月9日 - 12月11日、東京芸術劇場プレイハウス・2019年10月19日 - 10月27日、大阪新歌舞伎座・2019年10月31日 - 11月4日、北九州芸術劇場大ホール、作・演出：野田秀樹、音楽：Queen）- それからの瑯壬生 役
- 新 陽だまりの樹（2020年4月3日 - 4月19日東京・東京建物 Brillia HALL（豊島区立芸術文化劇場）[59]、4月28日福岡・福岡市民会館、4月30日熊本・熊本城ホール、5月8日 - 5月10日大阪・新歌舞伎座、5月16日 - 5月17日名古屋・愛知県芸術劇場　作：中島かずき、演出：宮田慶子- 伊武谷万二郎　役（新型コロナウイルスの感染拡大の状況及び大型イベントの自粛要請を受け、4月3日から開催を予定していた舞台全公演中止となりました。無観客で収録された本邦映像8月22日、日テレプラスで放送予定。）
- 魔界転生（2021年4月7日 - 11日、刈谷市総合文化センターアイリス / 4月16日 - 28日、博多座 / 5月4日 - 28日（5月4日～16日はCOVID-19緊急事態宣言のため休止）明治座 / 6月2日 - 10日（5日・6日はCOVID-19緊急事態宣言のため休止）新歌舞伎座、原作：山田風太郎、脚本：マキノノゾミ、演出：堤幸彦） - 柳生十兵衛 役
- NODA・MAP第25回公演『Q』：A Night At The Kabuki Inspired by A Night At The Opera（2022年7月29日 - 9月11日、東京芸術劇場プレイハウス・2022年9月22日 - 9月24日、サドラーズウェルズ劇場・2022年10月7日 - 10月16日、大阪新歌舞伎座・2022年10月22日 - 10月30日、国家戯劇院、作・演出：野田秀樹、音楽：Queen）[60] - それからの瑯壬生 役
- 巌流島（2023年、脚本：マキノノゾミ、演出：堤幸彦） - 語り
- 隠し砦の三悪人（2023年7月28日 - 8月13日、明治座 / 8月24日 - 27日、新歌舞伎座、原作：黒澤明 ほか、演出：横内謙介） - 真壁六郎太 役[61]
- プレミア音楽朗読劇 VOICARION XVIII「Mr.Prisoner」（2024年8月21日 - 9月1日 日比谷シアタークリエ　製作：東宝、原作・脚本・演出：藤沢文翁、音楽監督：小杉紗代）- チャールズ・ディケンズ 役、クライヴ・ヘイスティングス卿 役
- 罠（2024年10月4日 - 11月25日、よみうり大手町ホール 他、演出：深作健太） - カンタン警部 役[62]
- 忠臣蔵（2025年12月12日 - 2026年1月27日〈予定〉、明治座 他、脚本：鈴木哲也、演出：堤幸彦） - 大石内蔵助 役[63]

### テレビアニメ
- 天元突破グレンラガン（2007年） - アンチ＝スパイラル 役
- 正解するカド（2017年） - ナレーション 役
- ルパン三世 PART5（2018年） - エンゾ・ブロン 役

### 劇場アニメ
- 劇場版 天元突破グレンラガン 紅蓮篇（2008年） - アンチ＝スパイラル 役
- 劇場版 天元突破グレンラガン 螺巌篇（2009年） - アンチ＝スパイラル 役
- 劇場版 NARUTO -ナルト- ブラッド・プリズン（2011年） - マロイ 役[64]
- かぐや姫の物語（2013年） - 石作皇子 役[17]

### 配信アニメ
- スター・ウォーズ：ビジョンズ
  - 村の花嫁（2021年、ヴァン[65]）
- ニンジャバットマン対ヤクザリーグ Batman Ninja vs. Yakuza League（2025年） - 鋼の闇悪（くらあく） 役

### 吹き替え
- ファインディング・ドリー（2016年） - ハンク 役
- ジオストーム（2018年） - ジェイク・ローソン（ジェラルド・バトラー） 役[66]
- スター・ウォーズ: ビジョンズ（2021年） - ヴァン 役

### ゲーム
- レイトン教授と最後の時間旅行（2008年） - スタンガン、アラン・ディミトリー 役
- スーパーロボット大戦シリーズ - アンチ＝スパイラル 役
  - 第2次スーパーロボット大戦Z 再世篇（2012年）
  - 第3次スーパーロボット大戦Z 時獄篇（2014年）
  - スーパーロボット大戦X（2018年）

### ラジオドラマ
- 青春アドベンチャー （NHK-FM）
  - 「あたしの嫌いなあたしの声」（1992年6月8日 - 19日） - 高杉雄二 役[67]
  - 「サンタクロースが歌ってくれた」（1993年12月6日 - 17日） - 平井太郎 役 / 上川隆也 役[68]
  - 「天使のリール」（1998年4月27日 - 5月8日）- カメラマン・中西啓介 役[69]
- 特集・ドラマシリーズ 「がんばれママン」（1993年3月20日、NHK-FM）[70]
- FMシアター 「広くてすてきな宇宙じゃないか」（1993年5月15日、NHK-FM）[71]

### ドラマCD
- 風光る（2001年・2002年・2004年） - 土方歳三 役
- 男組だよ!グレンラガン（2010年） - 堀田博士 役

### オーディオブック
- 児童文学名作集（2004年、キングレコード）
- 日本の詩歌(9)　宮沢賢治（2005年、キングレコード）
- 名作を聴く　芥川龍之介（2006年、キングレコード）
- 藤沢周平 傑作選　DISC.1・2『たそがれ清兵衛』（2016年、NHKサービスセンター）
- 神保町奇譚（2018年、Audible Studios）

### ミュージックビデオ
- 泉沙世子 「手紙」

### バラエティ
- 第56回NHK紅白歌合戦（2005年12月31日、NHK総合・ラジオ第1） - ゲスト審査員
- ぐるぐるナインティナイン（2013年1月10日 - 2014年12月25日、日本テレビ） - 「グルメチキンレース・ゴチになります!」レギュラー[8][9]

- おしゃれイズム（2015年10月18日、日本テレビ）
- 発表!あなたが選ぶアニメ ベスト100!（2017年5月3日、NHK BSP） - 司会
- アニメ好き外国人がガチで投票！世界アニソン総選挙（2024年4月21日、テレビ朝日） - SPプレゼンター[72]

### ドキュメンタリー
- ようこそ宇宙の特等席へ!地球周遊ナイトクルーズ（2013年1月2日、NHK BSP）[73] - 司会
- 地球は歌う（2000年3月27日 - 2007年3月30日、NHK総合・教育・BShi） - ナレーション
- 東京交差点（2020年4月 - 2023年3月　テレビ東京） - ナレーション

ドキュメンタリーDVD
- 黄金の都バーミヤン〜三蔵法師が見た巨大仏〜（2006年） - ナレーション
- 世界ふれあい街歩き BOX 4 DICK5＜アメリカ／ニューヨーク・ブルックリン＞（2008年） - ナレーション
- 坂本龍馬の生涯（2010年） - ナレーション
- 真田幸村 日本一の兵 大河ドラマ「真田丸」上田市推進協議会 上田観光コンベンション協会 オフィシャルDVD（2015年） - ナレーション

### CM
- 日本移動通信（IDO、現KDDIのau事業部門）
- ジャストシステム「一太郎」（7 / 8 / Office8）
- 富国生命保険「フコク生命」
- 興和「キャベジンコーワS」
- 中部電力
- 東新住建（主に東海圏にてOA）
- 東洋水産株式会社「麺づくり」
- サントリー「BOSS」
- オートバックスセブン
- マルハニチロ「新・中華街」シリーズ[74]
- サントリー セサミンEX

### その他
- 東京ディズニーシーアトラクション「ニモ&フレンズ・シーライダー」（2017年） - ハンクの声[75]

## 受賞歴
- 1995年
  - 第22回放送文化基金賞 演技賞（『大地の子』）
  - 第4回橋田賞 新人賞（『大地の子』）[76]
- 1997年
  - 第21回日本アカデミー賞 新人俳優賞（『東京夜曲』）
  - 第12回高崎映画祭 最優秀新人男優賞（『東京夜曲』）
  - エランドール賞 新人賞
- 1998年
  - 第18回ザテレビジョンドラマアカデミー賞 助演男優賞（『青の時代』）[77]
- 1999年
  - 第23回日本アカデミー賞 優秀助演男優賞（『梟の城』）
  - 第2回日刊スポーツ・ドラマグランプリ 助演男優賞（『お水の花道』）
- 2000年
  - 第3回日刊スポーツ・ドラマグランプリ 助演男優賞（『シンデレラは眠らない』）
  - 第4回日刊スポーツ・ドラマグランプリ 助演男優賞（『君が教えてくれたこと』）
- 2001年
  - 第5回日刊スポーツ・ドラマグランプリ 助演男優賞（『新・お水の花道』）
- 2004年
  - 第7回日刊スポーツ・ドラマグランプリ 助演男優賞（『白い巨塔』）
- 2010年
  - 第18回読売演劇大賞 優秀男優賞（『ヘンリー六世』）